# Weligton
Weligton, pseudonimo di Weligton Róbson Pena de Oliveira (Fernandópolis, 26 agosto 1979), è un ex calciatore brasiliano, di ruolo difensore.